# Dalia Kurtinaitienė
Dalia Neringa Kurtinaitienė (Kaunas, 15 aprile 1966) è un'ex cestista lituana, fino al 1990 sovietica.

## Carriera
Con la Lituania ha disputato i Campionati mondiali del 1998 e quattro edizioni dei Campionati europei (1995, 1997, 1999, 2001).